# 武力行使容認決議
武力行使容認決議（ぶりょくこうしようにんけつぎ）は、国際連合安全保障理事会および、国際連合加盟国が平和の破壊を行う国に対して武力の行使をすることを許可するものである。国際連合平和維持活動は、国際連合憲章第7章に基づいて（狭義の）国連軍を派兵する。しかし、これが機能していないために、武力行使容認決議による方式が定着している。
湾岸戦争においては、1990年11月29日、安保理決議678によって加盟国に、必要なあらゆる手段を行使することを認めて翌年1月17日、アメリカを中心とする多国籍軍が制裁戦争を開始した。
湾岸戦争後においては、 ソマリア内戦で人道的介入を目的とする武力行使を認めた国際連合安全保障理事会決議794が可決され、その後はルワンダ、2011年リビア内戦等でも武力行使が加盟国に認められた。
湾岸戦争後においては、「必要なあらゆる措置（to use all necessary means）」が武力行使を容認する際の定型文として使用されている。